# بایاوت
بایاوت (به ازبکی: Bayaut) یک منطقهٔ مسکونی در ازبکستان است که در شهرستان بایاوت واقع شده‌است. بایاوت ۱۳٬۸۰۰ نفر جمعیت دارد.